# دوغار
دوغار رمزها «DE» (بالإنجليزية: Deoghar) ، هو تقسيم إداري لدولة الهند تتبع ولاية جهارخاند (بالإنجليزية: Jharkhand) ، مركزها هو مدينة دوغار (بالإنجليزية: Deoghar) عدد سكانها حسب تعداد سنة 2001 هو 1,161,370 ، مساحتها 2,479 كم² وكثافة السكان 468 لكل كم² .